# Stanisław Ostwind-Zuzga
Stanisław Ostwind-Zuzga ps. „Kropidło”, „Bolesław” (ur. 26 kwietnia 1899 w Warszawie, zm. 4 lutego 1945 tamże) – polski Żyd, starszy sierżant Wojska Polskiego II RP, major Narodowych Sił Zbrojnych, komendant powiatowy placówki NSZ-AK w Węgrowie, najwyższej rangi dowódca pochodzenia żydowskiego w polskiej konspiracji w czasie II wojny światowej.

## Życiorys
Urodził się w Warszawie jako Szmul Ostwind, syn dwojga żydowskich rodziców, Wolfa (Władysława) Ostwinda i Rebeki (Reginy) z domu Saudel. Od 1915 do 1917 walczył w Legionach Polskich, w 1 pułku piechoty, pod dowództwem mjr. Edwarda Śmigłego-Rydza, uczestniczył m.in. w bitwie pod Kostiuchnówką. Po kryzysie przysięgowym został internowany przez Niemców w obozie w Szczypiornie. W 1919 ukończył szkołę podoficerską w stopniu starszego sierżanta, po czym otrzymał przydział do 36 pułku piechoty Legii Akademickiej i wziął udział w wojnie polsko-bolszewickiej. W 1920 r. przyjął chrzest w Kościele katolickim. Od 1921 pracował jako posterunkowy Policji Państwowej, a od 1932, po awansie na przodownika PP, pracował aż do wybuchu II wojny światowej na stanowisku referenta Wydziału Personalnego Komendy Policji w Warszawie.
Podczas okupacji nosił nazwisko Zuzga. Od zakończenia działań wojennych kampanii wrześniowej ukrywał się na Podlasiu. Od sierpnia 1942 należał do Narodowej Organizacji Wojskowej w powiecie łukowskim (z polecenia kpt. Jerzego Wojtkowskiego), skąd przeszedł do Narodowych Sił Zbrojnych. Ukończył szkolenie w ośrodku szkoleniowym NSZ „Dym” w Jacie, po czym działał w powiecie siedleckim. Po rozłamie w NSZ w kwietniu 1944 roku na tle umowy scaleniowej z Armią Krajową pozostał w tej części NSZ, która scaliła się z AK (NSZ-AK). W maju 1944 został dowódcą komendy powiatowej NSZ-AK w Węgrowie. Był jedynym Polakiem pochodzenia żydowskiego na tak wysokim stanowisku dowódczym w polskiej konspiracji. 1 czerwca 1944 został awansowany do stopnia majora.
W sierpniu 1944 roku powiat węgrowski został opanowany przez Armię Czerwoną. W tym czasie komuniści przystąpili do likwidacji struktur podziemia niepodległościowego. 3 stycznia 1945 roku Stanisław Ostwind-Zuzga został aresztowany przez UB i przewieziony do aresztu w Otwocku, gdzie był bestialsko torturowany podczas śledztwa. Kiedy komuniści odkryli jego żydowskie pochodzenie, usiłowali przekonać go do przejścia na ich stronę. Ten jednak odmówił i stwierdził, że pozostanie wierny Polsce, swoim ideałom oraz Narodowym Siłom Zbrojnym, którym złożył przysięgę. Pytany, dlaczego jako Żyd zadawał się z faszystami, odrzekł: „Po pierwsze jestem Polakiem, po drugie tylko oni [narodowcy] chcieli mi pomóc”. Zdaniem historyka Wojciecha Muszyńskiego komuniści obawiali się próby odbicia Ostwinda. Jak wynika z dokumentacji procesowej, akt oskarżenia przeciwko niemu był przygotowany już 31 grudnia 1944 roku, a więc trzy dni przed aresztowaniem. 2 lutego 1945 roku, po trwającym zaledwie 15 minut niejawnym procesie, Sąd Wojskowy Garnizonu Warszawskiego skazał go na karę śmierci. Został rozstrzelany 4 lutego 1945 roku w więzieniu UB przy ulicy 11 Listopada w Warszawie.

## Ordery i odznaczenia
- Krzyż Komandorski Orderu Odrodzenia Polski (pośmiertnie, 2018)[9]
- Krzyż Niepodległości (10 grudnia 1931)[10]
- Krzyż Zasługi za Dzielność (19 marca 1935)[11][12]
- Medal Dziesięciolecia Odzyskanej Niepodległości
- Srebrny Medal za Długoletnią Służbę[1][2]
- Brązowy Medal za Długoletnią Służbę[1][2]
- Krzyż Legionowy